# Under My Skin
Under My Skin (englisch für „Unter meine Haut“ bzw. „Unter meiner Haut“) ist das zweite Studioalbum der franko-kanadischen Pop-Rock-Sängerin Avril Lavigne aus dem Jahr 2004. Quellen zufolge verkaufte sich das Album über zehn Millionen Mal.

## Hintergrund

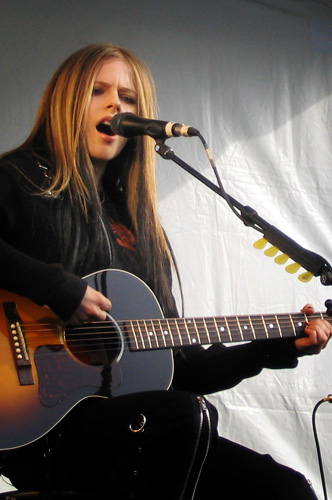
Avril Lavigne live im Jahr 2004 in der kanadischen Stadt Vancouver

Den größten Teil ihres zweiten Albums schrieb Avril Lavigne mit der kanadischen Komponistin Chantal Kreviazuk. Das Lied Nobody’s Home entstand mit Hilfe von Ex-Evanescence-Gitarrist Ben Moody, der Rest mit ihrem ehemaligen Gitarristen Evan Taubenfeld. Als Produzenten konnten Butch Walker von Marvelous 3, Raine Maida von Our Lady Peace und Don Gilmore gewonnen werden, der bereits Good Charlotte und Linkin Park produziert hat.
Die Lieder des Albums beschäftigen sich hauptsächlich mit Liebe sowie negativen und positiven Gefühlen. Der Großteil des Albums wurde sehr rockig gehalten (etwa Take Me Away, Nobody’s Home), jedoch sind auch ruhigere „poppigere“ Balladen vorhanden: How Does It Feel zum Beispiel. Lavigne tritt bei allen Songs als Songschreiberin auf. Auch als Komponistin macht sie sich in vielen Songs bemerkbar, so spielte sie z. B. den Gitarrenpart bei dem Lied Slipped Away selbst ein. Lavigne schrieb die Texte während ihrer 2003er Tournee Try to Shut Me Up Tour. So handelt der Song How Does It Feel z. B. von dem Gefühl der völligen Abgeschiedenheit, eben während einer Tournee, bei der man zumindest als Solokünstlerin, völlig auf sich gestellt ist. Der Song setzt sich mit diesen Gefühlen auseinander.

## Artwork
Das Album ist in allen nicht-englischsprachigen Ländern mit spiegelverkehrtem Cover erschienen.

## Inhalt

### Titelliste
1. Take Me Away (Avril Lavigne, Evan Taubenfeld) – 2:57
2. Together (Avril Lavigne, Chantal Kreviazuk) – 3:14
3. Don’t Tell Me (Avril Lavigne, Evan Taubenfeld) – 3:21
4. He Wasn’t (Avril Lavigne, Chantal Kreviazuk) – 3:00
5. How Does It Feel (Avril Lavigne, Chantal Kreviazuk) – 3:44
6. My Happy Ending (Avril Lavigne, Butch Walker) – 4:02
7. Nobody’s Home (Avril Lavigne, Ben Moody) – 3:32
8. Forgotten (Avril Lavigne, Chantal Kreviazuk) – 3:17
9. Who Knows (Avril Lavigne, Chantal Kreviazuk) – 3:30
10. Fall to Pieces (Avril Lavigne, Raine Maida) – 3:28
11. Freak Out (Avril Lavigne, Evan Taubenfeld, Matt Brann) – 3:13
12. Slipped Away (Avril Lavigne, Chantal Kreviazuk) – 3:34

Bonustitel (Japan und Vereinigtes Königreich)
1. I Always Get What I Want (Avril Lavigne, Clif Magness) – 2:31

Bonustitel (Japan)
1. Nobody’s Home (Avril Lavigne, Ben Moody) – 3:32 (Live, Acoustic)

Special Edition
Ein Jahr später erschien am 13. Juni eine Special Edition des Albums mit vier zusätzlichen Liveaufnahmen:
1. Nobody’s Home (Live)
2. Take Me Away (Live)
3. He Wasn’t (Live)
4. Tomorrow (Live)

Weiterhin enthalten ist eine knapp einstündige Bonus-DVD mit folgendem Inhalt:
1. Under My Skin Diary – 22:00
2. Bonez Tour Documentary – 22:00
3. Don’t Tell Me (Video)
4. My Happy Ending (Video)
5. Nobody’s Home (Video)
6. He Wasn’t (Video)

### Musikalische Einzelheiten
- Take Me Away: Bei diesem Song spielt Avril Lavigne bei Konzerten gewöhnlich Rhythmus-Gitarre. Sie begleitet jedoch nur den Refrain. Ab Mitte 2005, also nach gut der Hälfte der Bonez-Tour, begleitete sie den Song jedoch nicht mehr. Bei Acoustic-Sets oder auch bei der Promotionstour Mall-Tour für Under My Skin im Frühjahr 2004 in den USA begleitete sie den Song gemeinsam mit Evan Taubenfeld.
- Together: Wird von Lavigne in drei Versionen live gespielt: Anfang 2004 spielte sie den Song immer alleine mit einer akustischen Gitarre (Beispiel: Auftritt bei den Much Music Awards 2004). Ende 2004, jedoch noch nicht während der Bonez-Tour 2004 - Eyes spielte sie den Song ohne jegliche Begleitung, also nur Vocals (Beispiele hier für sind z. B. der Auftritt bei Rock am Ring 2004 oder Summer Sonic Osaka 2004). Ab dem Beginn der Bonez-Tour 2004 - Eyes - bzw. Bonez-Tour 2005, hatte Lavigne nach eigenen Angaben genug Klavier geübt, um den Song an einem Piano zu begleiten. Dies tat sie auch bis zum Ende der Bonez-Tour 2005.
- Don’t Tell Me: Dieser Song wurde schon von Anfang an, egal ob als Akustik-Version oder „normal“ von Lavigne mit einer E-Gitarre begleitet. Bis etwa Mitte 2005 spielte sie den Song komplett mit einer Rhythmusgitarre. Doch dann wechselte sie zur Leadgitarre und spielte nur noch mehr den Refrain und die Bridge, weil der Sound für die Verse zu laut und rau gewesen wäre.
- He Wasn’t: Wurde anfangs mit einem Solo (am Anfang des Songs) von Lavigne gespielt. Doch dann spielte sie nur noch den Chorus und die Bridge. Am Ende der Bonez-Tour 2005 sang sie den Song ohne jegliche Instrumente.
- How Does It Feel?: Dieser Song wurde noch nie live gespielt. Auf die Frage warum antwortete Lavigne, dass der Song einfach zu emotional, zu ruhig und zu kompliziert zu spielen wäre. Aufgrund von zahlreichen Cello-, Percussion- und Geigen-Einlagen ist der Song tatsächlich äußerst kompliziert und eignet sich nicht wirklich als „Up-Tempo“-Nummer.
- My Happy Ending: Lavigne spielte Anfang 2004 bis Anfang 2005 immer alle Strophen mit einer E-Gitarre. Doch ab etwa der Hälfte der Bonez-Tour 2004/2005 begann sie, den Song nur noch im Refrain, Intro und der Bridge zu begleiten, um die Strophen „voller“ wirken zu lassen.
- Nobody’s Home: Auf der Promotion-Tour Mall-Tour und auf der Bonez-Tour 2004 (ausgenommen 2005) spielte Avril Lavigne das Lied immer in Begleitung der Band. Doch ab der Hälfte der Bonez-Tour 2005 spielte sie den Song immer als Solo. Am Ende (also beim letzten Chorus) setzte dann die gesamte Band (unerwartet vom Publikum) ein.
- Forgotten: Der Song wurde über die gesamte Tour immer alleine in Begleitung der Band von Lavigne am Klavier gespielt.
- Fall to Pieces: Lavigne spielte das Lied 2004 auf Konzerten immer alleine mit einer Acoustic-Gitarre ohne Begleitung. Doch 2005 sang sie den Song nur noch mit Begleitung der Band.
- Who Knows?: Bei diesem Titel spielte Lavigne immer Akustik-Gitarre. Lediglich bei ihrem Auftritt bei den Olympischen Winterspielen 2006 in Turin sang sie den Song nur. Der Grund dafür war, dass in dem Stadion, wegen Größe etc. nicht die gesamte Band spielen konnte und deshalb ein Playback (nur Musik) laufen musste.
- Freak Out: Lavigne sang während der gesamten Tour mit Begleitung der Band.
- Slipped Away: Der Song wurde anfangs in Begleitung der Band mit Lavigne gespielt. Dann spielte Lavigne den Song immer am Ende eines Konzertes alleine am Klavier. Doch ab etwa der Hälfte der Tour spielte sie das Lied aus persönlichen Gründen nicht mehr.

## Singleauskopplungen
| Jahr | Titel           | Höchstplatzierung, Gesamtwochen, AuszeichnungChartplatzierungen (Jahr, Titel, , Platzierungen, Wochen, Auszeichnungen, Anmerkungen) | Höchstplatzierung, Gesamtwochen, AuszeichnungChartplatzierungen (Jahr, Titel, , Platzierungen, Wochen, Auszeichnungen, Anmerkungen) | Höchstplatzierung, Gesamtwochen, AuszeichnungChartplatzierungen (Jahr, Titel, , Platzierungen, Wochen, Auszeichnungen, Anmerkungen) | Höchstplatzierung, Gesamtwochen, AuszeichnungChartplatzierungen (Jahr, Titel, , Platzierungen, Wochen, Auszeichnungen, Anmerkungen) | Höchstplatzierung, Gesamtwochen, AuszeichnungChartplatzierungen (Jahr, Titel, , Platzierungen, Wochen, Auszeichnungen, Anmerkungen) | Höchstplatzierung, Gesamtwochen, AuszeichnungChartplatzierungen (Jahr, Titel, , Platzierungen, Wochen, Auszeichnungen, Anmerkungen) | Höchstplatzierung, Gesamtwochen, AuszeichnungChartplatzierungen (Jahr, Titel, , Platzierungen, Wochen, Auszeichnungen, Anmerkungen) | Anmerkungen                                                |
| Jahr | Titel           | DE | AT | CH | UK | US | FR | CA | Anmerkungen                                                |
| ---- | --------------- | --- | --- | --- | --- | --- | --- | --- | ---------------------------------------------------------- |
| 2004 | Don’t Tell Me   | DE10 (9 Wo.)DE | AT12 (12 Wo.)AT | CH9 (20 Wo.)CH | UK5 (15 Wo.)UK | US22 Gold · (20 Wo.)US | FR53 (19 Wo.)FR | CA5 (4 Wo.)CA | Erstveröffentlichung: 1. März 2004 Verkäufe: + 535.000     |
| 2004 | My Happy Ending | DE17 (16 Wo.)DE | AT8 (25 Wo.)AT | CH23 (15 Wo.)CH | UK5 Silber · (9 Wo.)UK | US9 Gold · (25 Wo.)US | FR39 (14 Wo.)FR | CA11 Platin · (11 Wo.)CA | Erstveröffentlichung: 7. Juli 2004 Verkäufe: + 1.575.000   |
| 2004 | Nobody’s Home   | DE29 (11 Wo.)DE | AT20 (18 Wo.)AT | CH35 (15 Wo.)CH | UK24 (6 Wo.)UK | US41 Gold · (17 Wo.)US | FR24 (13 Wo.)FR | CA— GoldCA | Erstveröffentlichung: 4. November 2004 Verkäufe: + 600.000 |
| 2005 | He Wasn’t       | DE29 (9 Wo.)DE | AT35 (8 Wo.)AT | CH43 (6 Wo.)CH | UK23 (4 Wo.)UK | — | — | — | Erstveröffentlichung: 28. März 2005                        |

## Kommerzieller Erfolg

### Chartplatzierungen
| ChartsChartplatzierungen       | Höchstplatzierung | Wochen |
| ------------------------------ | ----------------- | ------ |
| Deutschland (GfK)              | 1 (53 Wo.)        | 53     |
| Frankreich (SNEP)              | 4 (66 Wo.)        | 66     |
| Kanada (MC)                    | 1 (65 Wo.)        | 65     |
| Österreich (Ö3)                | 1 (49 Wo.)        | 49     |
| Schweiz (IFPI)                 | 2 (47 Wo.)        | 47     |
| Vereinigte Staaten (Billboard) | 1 (66 Wo.)        | 66     |
| Vereinigtes Königreich (OCC)   | 1 (37 Wo.)        | 37     |

| ChartsJahrescharts (2004)      | Platzierung |
| ------------------------------ | ----------- |
| Deutschland (GfK)              | 14          |
| Frankreich (SNEP)              | 57          |
| Österreich (Ö3)                | 13          |
| Schweiz (IFPI)                 | 13          |
| Vereinigte Staaten (Billboard) | 22          |
| Vereinigtes Königreich (OCC)   | 31          |

| ChartsJahrescharts (2005)      | Platzierung |
| ------------------------------ | ----------- |
| Deutschland (GfK)              | 92          |
| Vereinigte Staaten (Billboard) | 68          |

### Auszeichnungen für Musikverkäufe
| Land/Region                  | Auszeichnungen für Musikverkäufe (Land/Region, Auszeichnung, Verkäufe) | Verkäufe    |
| ---------------------------- | ---------------------------------------------------------------------- | ----------- |
| Argentinien (CAPIF)          | 2× Platin                                                              | 80.000      |
| Australien (ARIA)            | Platin                                                                 | 70.000      |
| Belgien (BRMA)               | Gold                                                                   | 25.000      |
| Brasilien (PMB)              | Platin                                                                 | 125.000     |
| Deutschland (BVMI)           | Gold                                                                   | 100.000     |
| Europa (IFPI)                | Platin                                                                 | (1.000.000) |
| Frankreich (SNEP)            | Gold                                                                   | 100.000     |
| Griechenland (IFPI)          | Gold                                                                   | 10.000      |
| Japan (RIAJ)                 | Diamant                                                                | 1.000.000   |
| Kanada (MC)                  | 5× Platin                                                              | 500.000     |
| Mexiko (AMPROFON)            | Platin                                                                 | 100.000     |
| Neuseeland (RMNZ)            | Gold                                                                   | 7.500       |
| Österreich (IFPI)            | Platin                                                                 | 30.000      |
| Portugal (AFP)               | Silber                                                                 | 10.000      |
| Russland (NFPF)              | Platin                                                                 | 20.000      |
| Schweiz (IFPI)               | Platin                                                                 | 40.000      |
| Singapur (RIAS)              | Gold                                                                   | 5.000       |
| Spanien (Promusicae)         | Gold                                                                   | 50.000      |
| Vereinigte Staaten (RIAA)    | 3× Platin                                                              | 3.200.000   |
| Vereinigtes Königreich (BPI) | 2× Platin                                                              | 670.000     |
| Insgesamt                    | 1× Silber · 7× Gold · 19× Platin · 1× Diamant ·                        | 6.142.500   |

Hauptartikel: Avril Lavigne/Auszeichnungen für Musikverkäufe